# Yevgueni Roshal
Yevgueni Lázarievich Roshal (en ruso: Евгений Лазаревич Рошал), también conocido como Eugene Roshal, nacido el 10 de marzo de 1972, es un programador ruso conocido por ser desarrollador de:
- FAR Manager administrador de archivos -1996/2000.
- RAR formato de archivo -1993.
- WinRAR compresor, descompresor.

Oficialmente el algoritmo de compresión pertenece a su hermano mayor Aleksandr Roshal, puesto que Yevgueni quiso dedicarse más al desarrollo del software que a asuntos legales y de licenciamiento.
El formato de compresión RAR lleva su nombre por Roshal Archive.